# 小崔说·立波秀
《小崔说·立波秀》是中国中央电视台经济频道（现称财经频道）2012年中秋、国庆连休期间播出的一档脱口秀，节目的名称取自央视主持人崔永元的节目《小崔说事》和海派清口创始人周立波的节目《壹周·立波秀》。《小崔说·立波秀》中，崔永元和周立波分别以中国大陆一北一南两个重要城市（北京、上海）的视角讲述自身周围的十种人际关系。本节目共有10期，采取日播形式，每期时长约50分钟。

## 每期列表
| 期数 | 播出日期      | 主题      |
| ---- | ------------- | --------- |
| 1    | 2012年9月28日 | 同学·青春 |
| 2    | 2012年9月29日 | 买卖·诚信 |
| 3    | 2012年9月30日 | 职场·战场 |
| 4    | 2012年10月1日 | 师生·人生 |
| 5    | 2012年10月2日 | 夫唱·妇随 |
| 6    | 2012年10月3日 | 旅途·囧途 |
| 7    | 2012年10月4日 | 孝道·顺道 |
| 8    | 2012年10月5日 | 对手·联手 |
| 9    | 2012年10月6日 | 益友·损友 |
| 10   | 2012年10月7日 | 医道·仁道 |

## 评价
尽管正式播出前外界认为南北两位主持人的组合将会擦出激烈的火花，但观众对《小崔说·立波秀》失望大于满意。华夏经纬网认为两人的故事像是强行杜撰，讲的段子大多是观众以前听过的，缺少创新；节目无台本、完全靠现场发挥的特点反而限制了崔永元和周立波的表现，预先少了必要的考量，现场就需要时间去考虑“什么该说，什么不该说”，把故事讲得不痛不痒。面对微博网友“节目缺少智慧交锋”的评论，崔永元坦言“同意”。而周立波则对本节目表示满意。

## 收视率
| 中国大陆 中央电视台经济频道 首播收视率 （CSM32） |               |        |
| 集數                                             | 播出日期      | 收视率 |
| 1                                                | 2012年9月28日 | 0.72   |
| 2                                                | 2012年9月29日 | 0.83   |
| 3                                                | 2012年9月30日 | 0.99   |
| 4                                                | 2012年10月1日 | 1.19   |
| 5                                                | 2012年10月2日 | 1.09   |
| 6                                                | 2012年10月3日 | 1.21   |
| 7                                                | 2012年10月4日 | 1.25   |
| 8                                                | 2012年10月5日 | 1.12   |
| 9                                                | 2012年10月6日 | 0.87   |
| 10                                               | 2012年10月7日 | 0.99   |

1. 数据由广视索福瑞提供，调查范围为四岁以上之观众。
2. 资料来源：舜风传播